# Convergencia Socialista
La Convergencia Socialista fue una coalición política chilena que agrupaba a distintas colectividades identificadas con el socialismo, con el objeto de reunificarlas luego de la división del Partido Socialista de Chile en 1979.

## Historia

### División del PS de 1979
En abril de 1979, se consumó la separación del Partido Socialista, tras el Tercer Pleno realizado por la Dirección Interior en Chile, constituyéndose dos fracciones: una que reconoció como su secretario general a Clodomiro Almeyda y otro, con Carlos Altamirano en la conducción, el que enarbolaba la bandera de la renovación del socialismo. Sin embargo, a esa altura ya convivían diversos sectores y facciones socialistas como el MAS, Tendencia Humanista, USOPO, CNR (que a su vez se había dividido en 1978/79 en dos grupos), Comisión para el Consenso, etc.
Luego de la división socialista, el 24 de mayo de 1979, el MAPU, el MAPU Obrero Campesino (MOC) y la Izquierda Cristiana (IC) fijaron su postura en una declaración conjunta, suscrita en la Ciudad de México por Luis Maira, el Encargado Exterior de la IC, José Miguel Insulza, Encargado Exterior del MOC y Oscar Guillermo Garretón, secretario general del MAPU. Proclamaban la necesidad de avanzar rápidamente en nuestra propuesta programática para Chile, a través de un programa que recoja la nueva realidad de nuestro país. Añadió que la renovación ideológica y política que exprese este nuevo programa, debe ir acompañada de una renovación orgánica.
El proceso de convergencia entre las distintas facciones del socialismo recibió impulsos tras las reuniones de Ariccia, Italia (1980); Galapagar, España (1982) y Chantilly, Francia (1983).
Se incorporaron, además, sectores provenientes del Partido Radical (Aníbal Palma, Orlando Cantuarias y Víctor Manuel Rebolledo), del Movimiento de Izquierda Revolucionaria (Carlos Ominami y Gonzalo Martner), del Partido Comunista (Luis Razeto, Alejandro Rojas Wainer y Ernesto Ottone) y un grupo de intelectuales (Manuel Antonio Garretón, José Joaquín Brunner, Ángel Flisfisch y Tomás Moulián) reunido en el Grupo por la Convergencia Socialista.

### De la Convergencia al Bloque Socialista
A este proceso de Convergencia Socialista confluyeron los socialistas de Altamirano (XXIV Congreso), la Izquierda Cristiana, el MAPU y el MAPU Obrero Campesino. Cuando termina 1980 se hace ostensible que la crisis de la Unidad Popular perfiló en la izquierda dos alternativas, con concepciones y políticas crecientemente diferenciadas y competitivas. Por una parte, la Convergencia Socialista, por otra, el PC, el PS-Almeyda, el MIR y el PR dirigido desde el exilio por Anselmo Sule.
En abril de 1982, se forma en Chile el Secretariado de Partidos de Convergencia Socialista. 
En la reunión de la izquierda chilena en Cuernavaca, México, en mayo de 1982 la Convergencia Socialista insisten presentarse como una sola organización. Aquella pretensión es rechazada, pero es el primer momento unificador de la Convergencia Socialista. La reunión termina sin acuerdo para una declaración conjunta. La unidad de la izquierda en torno a una política común se está mostrando inviable.
A comienzos de marzo de 1983 apareció el Manifiesto Democrático, que según explicó el entonces presidente del Partido Demócrata Cristiano de Chile, Gabriel Valdés, no era un pacto político, sino un llamado para iniciar un proceso, terminar con los esquemas de confrontación y reducir los conflictos, ensanchar los acuerdos.
El 19 de abril, se firmó en Chile un acuerdo de unidad entre los que representaban diversos sectores del socialismo. Lo que se llamaba Comité Político de Unidad Socialista (CPUS) se transformó en dirección interior y exterior con residencia en Chile. Concurrieron a este acuerdo el grupo que encabeza Altamirano y Ricardo Núñez, los "humanistas" de Aniceto Rodríguez, la USOPO de Ramón Silva Ulloa, los llamados suizos o neutrales (Ricardo Lagos, Enzo Faletto, Gustavo Horwitz) y otros grupos. No firmaron la Coordinadora Nacional de Regionales (CNR), el grupo La Chispa (antiguo MR–2) y los dirigentes del PS que encabeza Clodomiro Almeyda.
Tras la irrupción de las Protestas Nacionales, irrumpió el conglomerado denominado Alianza Democrática (AD), que desde sus inicios agrupó los siguientes partidos: Democracia Cristiana, Radical de Silva Cimma, Social Democracia, Liberal, Republicano, Unión Socialista Popular y el sector renovado del PS (o CPUS). El 22 de agosto de 1983, se constituyó oficialmente con el documento Bases del Diálogo para un Gran Acuerdo Nacional.
El 4 de septiembre, los grupos del CPUS resolvieron disolverse como orgánicas de tipo autónomo y avanzar en la unificación del PS. En abril de 1984, las mismas facciones del CPUS concurrieron a un pleno (donde se elegirían cargos unipersonales y colectivos) para sellar el proceso unitario, pero nuevamente afloraron las diferencias entre los grupos convocados. Tras el fallido pleno unitario, emergieron dos orgánicas: el PS-Briones (que agrupó básicamente a las facciones Los Suizos, PS XXIV Congreso-Altamirano y un sector del interior del PS-Almeyda) y el PS-Mandujano (que agrupó a las facciones Consenso, MAS-USOPO y Tendencia Humanista). La orgánica encabezada por Carlos Briones quedó como claro heredero de la iniciativa de renovación socialista y adhirió al Bloque Socialista.
Más tarde, fue reemplazado en el cargo por Ricardo Núñez y luego por Jorge Arrate, y lo que sucesivamente fue conocido como PS- Núñez y PS-Arrate. 
Los partidos y grupos de izquierda no representados en la AD, crearon en septiembre de 1983 el Movimiento Democrático Popular.
Antes de la unificación definitiva de esta vertiente con el PS-Almeyda en un solo PS en 1990, el PS renovado será un impulsor determinante en la creación del Partido por la Democracia, mientras el PS-Almeyda propiciará la creación del PAIS.